# Torpedo (gênero)
Torpedo é o único gênero da família Torpedinidae.

## Espécies
- - †Torpedo acarinata Adnet, 2006
  - Torpedo adenensis M. R. de Carvalho, Stehmann & Manilo, 2002
  - Torpedo alexandrinsis Mazhar, 1987
  - Torpedo andersoni Bullis, 1962
  - Torpedo bauchotae Cadenat, Capapé & Desoutter, 1978
  - Torpedo californica Ayres, 1855
  - Torpedo fairchildi F. W. Hutton, 1872
  - Torpedo formosa Haas & Ebert, 2006
  - Torpedo fuscomaculata W. K. H. Peters, 1855
  - Torpedo mackayana Metzelaar, 1919
  - Torpedo macneilli (Whitley, 1932)
  - Torpedo marmorata A. Risso, 1810
  - Torpedo microdiscus Parin & Kotlyar, 1985
  - Torpedo nobiliana Bonaparte, 1835
  - Torpedo panthera Olfers, 1831
  - Torpedo peruana Chirichigno F., 1963
  - †Torpedo pessanti Adnet, 2006
  - Torpedo puelcha Lahille, 1926
  - Torpedo semipelagica Parin & Kotlyar, 1985
  - Torpedo sinuspersici Olfers, 1831
  - Torpedo suessii Steindachner, 1898
  - Torpedo tokionis (S. Tanaka (I), 1908)
  - Torpedo torpedo (Linnaeus, 1758)
  - Torpedo tremens de Buen, 1959